# Henk van Bueren
Hendrik Gerard (Henk) van Bueren (Rotterdam, 28 september 1925 - Zeist, 21 oktober 2012) was een Nederlands hoogleraar sterrenkunde en hoge-energie astrofysica aan de Universiteit Utrecht en voorzitter van de Raad van Advies voor het Wetenschapsbeleid.

## Opleiding en loopbaan
Na de hbs studeerde Van Bueren wis-, natuur- en sterrenkunde aan de universiteiten Utrecht en Leiden en promoveerde op 10 juli 1956 in Leiden bij professor  Casimir op het proefschrift Influence of lattice defects on the electrical properties of cold-worked metal.
Van Bueren was buitengewoon hoogleraar bij het Interfacultair Reactor Instituut Delft en wetenschappelijk medewerker van het Philips Natuurkundig Laboratorium. Van 1 september 1964 tot 1 december 1979 werkte hij in Utrecht als gewoon hoogleraar in "de sterrenkunde, in het bijzonder de natuurkundige grondslagen van de sterrenkunde". Daarna ging hij de Raad van Advies voor het Wetenschapsbeleid voorzitten. Wel werd hij buitengewoon hoogleraar hoge-energie astrofysica in Utrecht tot 1 november 1981, toen hij het te druk kreeg met zijn werk voor Wetenschapsbeleid. Van Bueren was verder voorzitter van de Wetenschappelijke Raad voor de Kernenergie.

## Promovendi
Alle onderstaande promoties met van Bueren als promotor of copromotor waren op een na (Piet Hut, Amsterdam) aan de Universiteit Utrecht.
| Promovendus                                                                                            | Proefschrift                                                                                  | Jaar #afstammelingen |
| --- | --------------------------------------------------------------------------------------------- | -------------------- |
| de Graauw, Mattheus Wilhelmus Maria                                                                    | Infrared Heterodyne Detection in Astronomy : Experiments and Observations                     | 1975                 |
| de Lang, Hendrik                                                                                       | Polarization Properties of Optical Resonators Passive and Active                              | 1966                 |
| Hut, Pieter promotor Edward Peter Jacobus van den Heuvel, copromotor van Bueren                        | Some Problems in Classical Mechanics and Relativistic Astrophysics                            | 1981                 |
| Kuijpers, Joannes Maria Elisabeth Kuijpers copromotor Max Kuperus                                      | Collective Wave-Particle Interactions in Solar Type IV Radio Sources                          | 1975 2               |
| Martens, Petrus Cornelis Hendrik copromotoren Anthony Gerald Hearn en Joannes Maria Elisabeth Kuijpers | Nonlinearity and Instability in Stellar Coronae                                               | 1983                 |
| Nieuwenhuijzen, Hans                                                                                   | An Experiment in Optical Heterodyne Spectroscopy                                              | 1970                 |
| Rosenberg, Johan copromotor Max Kuperus                                                                | Instabilities in the Solar Corona                                                             | 1973                 |
| Slottje, Cornelis copromotor Adriaan Daniël Fokker, Jr.                                                | Atlas of Fine Structures of Dynamic Spectra of Solar Type IV-dm and Some Type II Radio Bursts | 1982                 |
| van de Stadt, Herman                                                                                   | Heterodyne Detection in Visual and Near-Infared Astronomy                                     | 1974                 |
| van Rensbergen, Walter                                                                                 | H¯ as a Member of the He Iso-Electronic Sequence                                              | 1970                 |
| Verbunt, Franciscus copromotor Edward Peter Jacobus van den Heuvel                                     | Mass Transfer in Stellar X-Ray Sources                                                        | 1982 17              |

## Foto's van de Sterrewacht Sonnenborgh, Utrecht

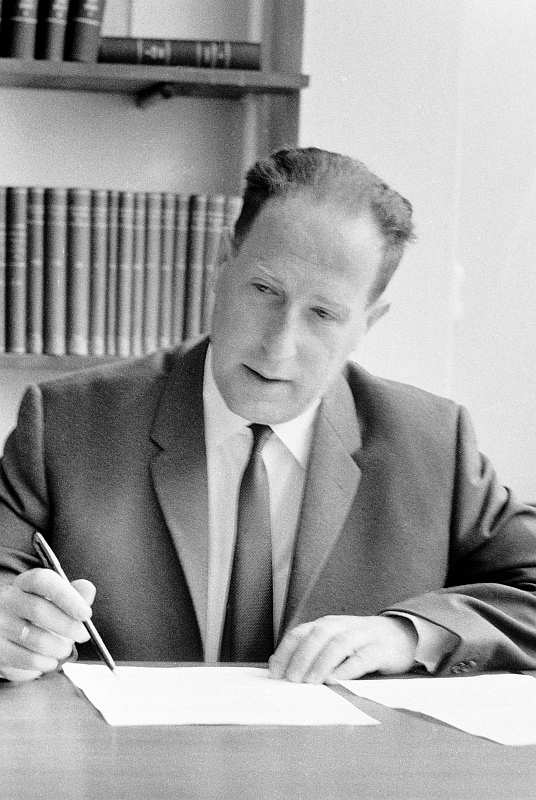
Henk van Bueren, 1961-1965
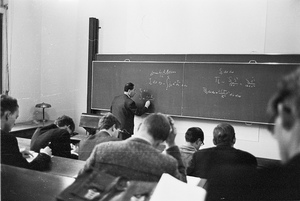
Van Bueren geeft college over stralingstransport in een steratmosfeer,  1961-1965
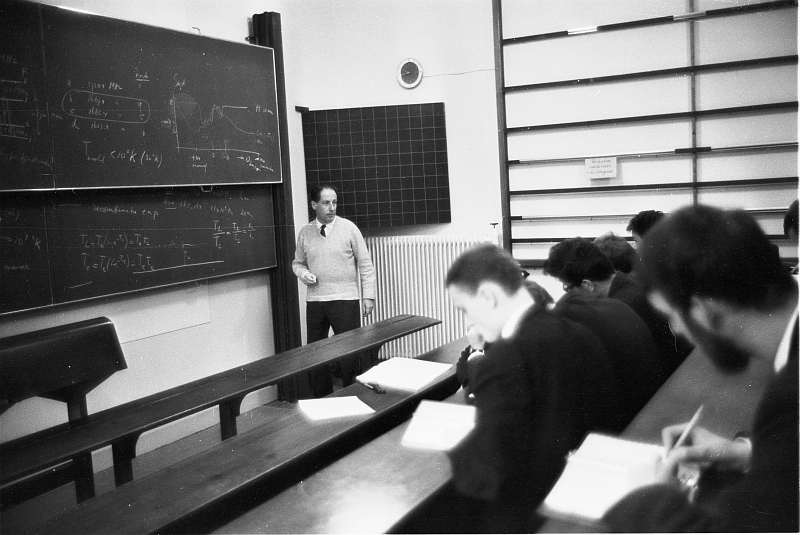
Van Bueren geeft college, idem
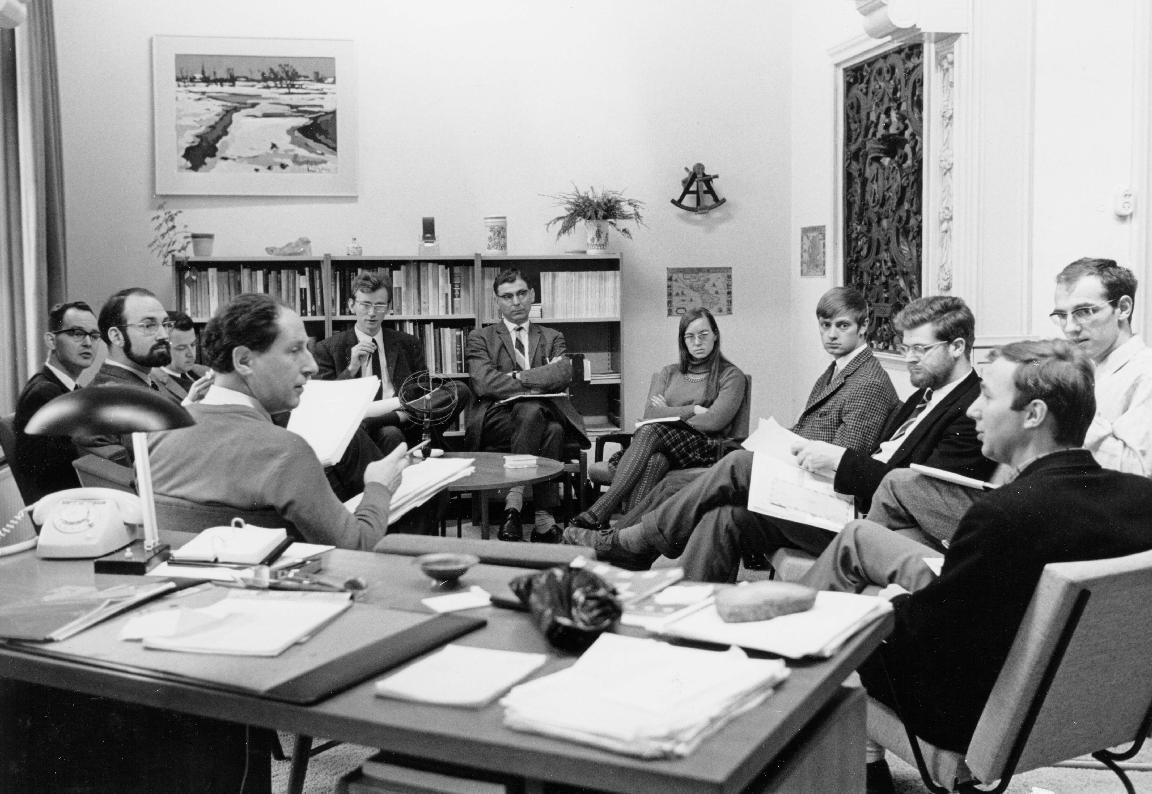
Van Bueren in vergadering met staf en promovendi, 1968-1969
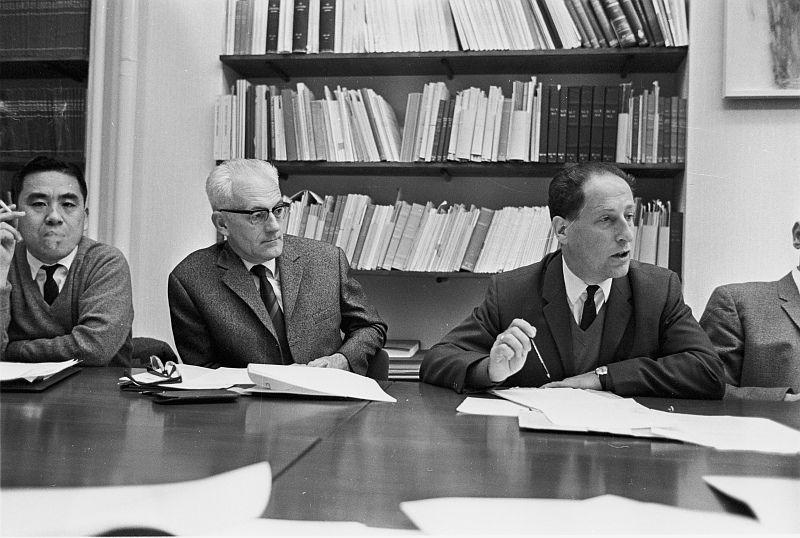
Osamu Namba, Kees de Jager en van Bueren in vergadering, 1968-1969

## Publicaties
Onder meer
- 1956: Influence of lattice defects on the electrical properties of cold-worked metal, proefschrift natuurkunde Leiden
- 1958 met Alan Howard Cottrell, Johannis Heijboer en G. Mayer: De invloed van kernstraling op vaste stoffen, boek
- 1961: Imperfections in crystals, boek
- 1965: Laboratorium-astrofysica, oratie Universiteit Utrecht 15 februari 1965
- 1976: Een raad, zijn leden en gasten : het gezicht van de Wetenschappelijke raad voor de kernenergie, Wetenschappelijke raad voor de kernenergie, Ministerie van Onderwijs en Wetenschappen
- 1980: Wetenschappelijke en technische informatieverzorging : advies over de ontwikkelingsplannen van het Nederlands Orgaan voor de Bevordering van de Informatieverzorging (NOBIN), Raad van Advies voor het Wetenschapsbeleid., Stichting Nederlands Orgaan voor de Bevordering van de Informatieverzorging
- 1983: Organisatie en financiering van het onderwijsonderzoek, Raad van Advies voor het Wetenschapsbeleid
- 1986: Wetenschap, politiek en bedrijfsleven, boek
- 2007: Zomaar een leven voor de wetenschap, boek

## Privéleven
Van Bueren was getrouwd met de sterrenkundige en wetenschapshistorica Elly Dekker. 